# Тихоокеанский клювач
Тихоокеанский клювач (лат. Sebastes alutus) — морская рыба семейства скорпеновых (Scorpaenidae).

## Описание
Максимальная длина тела 53 см, масса — до 2,1 кг. Максимальная продолжительность жизни 103 года .
Тело удлинённое, сжатое с боков. Голова большая, с гребнями, покрыта чешуёй. Имеются надглазничные и заглазничные шипы. Нижняя челюсть выдаётся вперёд, на конце симфизиальный бугорок.
Спинной плавник длинный с 13 колючими и 13—16 мягкими ветвистыми лучами. В анальном плавнике 3 колючих и 7—9 мягких лучей. Хвостовой плавник с небольшой выемкой.
Окраска тела красная. Вдоль основания спинного плавника располагаются три тёмно-серых пятна.

## Ареал
Распространён в северной части Тихого океана. У азиатского побережья от Чукотки  вдоль восточного побережья Камчатки  и Курильских островов до острова Хонсю. Вдоль североамериканского побережья от Алеутских островов и залива Аляска до Калифорнии.

## Биология
Тихоокеанский клювач — морская стайная придонно-пелагическая рыба. Молодь в возрасте до 1 года обитает в приповерхностных слоях воды вблизи побережья. Переход к придонно-пелагическому образу жизни происходит в возрасте 1—2 лет. В возрасте 3 лет отходят в более глубоководные области континентального шельфа. Взрослые особи предпочитают области внешней части шельфа и континентального склона. Встречаются на глубине до 825 м, но наиболее часто на глубинах от 150 до 200 м.

### Размножение
Впервые созревают в возрасте 4—10 лет при длине тела 22—25 см. Возраст созревания зависит от степени промысловой нагрузки на популяции тихоокеанского клювача . 
Живородящие рыбы. Оплодотворение внутреннее, происходит осенью. Сперма сохраняется внутри самки в течение 2 месяцев до оплодотворения икры. Вылупление происходит внутри самки, личинки вымётываются в апреле—мае. 
Плодовитость от 2-х до 350 тыс. личинок. Репродуктивные способности не изменяются у старых особей.
Личинки ведут пелагический образ жизни.

### Питание
Планктофаг. В рационе молоди преобладают копеподы, более старшие особи переходят на потребление эвфаузид. Взрослые особи питаются также преимущественно эвфаузидами. В состав рациона также входят каланиды, амфиподы, щетинкочелюстные, крабы, креветки, а также молодь некоторых видов рыб .  

## Хозяйственное значение
Ценный промысловый вид. Мясо обладает хорошим вкусом. Его варят, жарят и коптят. Тихоокеанские клювачи поступают на рынок обезглавленными или целиком в мороженом и охлажденном виде. В северной Пацифике занимает первое место по уловам среди морских окуней. В 1960-е годы ежегодные уловы превышали 100 тыс. тонн с максимумом 480 тыс. тонн в 1965 году. Нерегулируемый промысел привёл к истощению запасов, и уловы существенно снизились в середине 1970-х. В 2000-е годы мировые уловы тихоокеанского клювача колебались в пределах 25—40 тыс. тонн.
| Год        | 2005  | 2006  | 2007  | 2008  | 2009  | 2010  | 2011  | 2012  | 2013  | 2014  | 2015  | 2016  |  |
| Улов, тонн | 26083 | 30206 | 33764 | 34040 | 32037 | 39514 | 43320 | 44076 | 49690 | 52994 | 55530 | 58510 |  |

Промысел ведётся разноглубинными тралами. В тихоокеанских водах северных Курильских островов запасы этого окуня в 1990-е годы оценивались в 35—40 тыс. тонн, а возможный вылов в 7—8 тыс. тонн.